# Tibère et la Maison bleue
Tibère et la Maison bleue (Bear in the Big Blue House) est une série télévisée américaine française canadienne québécoise pour la jeunesse en 118 épisodes de 25 minutes produite par The Jim Henson Company et diffusée entre le 20 octobre 1997 et le 28 avril 2006 sur Disney Channel.
Au Québec, elle a été diffusée à partir du 30 août 1999 au 16 avril 2004 sur Canal Famille/VRAK.TV , à partir du 23 septembre 2002 au 5 septembre 2008 sur TFO, et à partir du 5 juillet 2010 au 31 décembre 2015 sur Playhouse Disney télé/Disney Junior/Télémagino, et en France, à partir du 26 septembre 2001 au 26 mars 2010 sur Disney Channel, du 2 novembre 2002 à décembre 2010 2 novembre 2002 à décembre 2010[réf. souhaitée]sur Playhouse Disney, puis du 10 février 2003 au 21 octobre 2005 sur France 5 dans les émissions Debout les Zouzous et Bonsoir les Zouzous. Elle fut également diffusée sur Piwi+.
Le 17 février 2004, la Jim Henson Company a vendu les droits et le catalogue des Muppets et de Tibère et la Maison bleue à la Walt Disney Company qui a créé en avril 2004 la Muppets Holding Company (rebaptisée en avril 2007 The Muppets Studio) pour gérer ces droits.

## Synopsis
Chaque épisode présente une leçon de vie mise en scène par des marionnettes parmi lesquelles Tibère, un ours orange mesurant plus de 2 mètres et adorant venir en aide aux enfants.

## Fiche technique
- Titre original : Bear in the Big Blue House
- Titre français : Tibère et la Maison bleue
- Créateur : Mitchell Kriegman
- Société de production : The Jim Henson Company
- Pays : États-Unis
- Langue d'origine : Anglais
- Genre : Marionnettes
- Dates de première diffusion :  États-Unis : 20 octobre 1997 ;  France : 26 septembre 2001

## Distribution

### Voix originales

#### Personnages principaux
- Noel MacNeal : Tibère l'ours (Bear)
- Peter Linz : Tutter la souris, Pip la loutre
- Tyler Bunch : Pop la loutre, Treelo le lémurien, Doc Hogg
- Vicki Eibner : Ojo l'ourse, Grand-mère de Tutter (2nd voice)
- Tara Mooney : Ombrette, l'ombre
- Lynne Thigpen : Luna la Lune
- Geoffrey Holder : Ray le Soleil

#### Personnages secondaires
- Alice Dinnean : Grandma Flutter, la grand-mère de Tutter (1re voix)
- Victor Yerrid : Whiner, cousin de Tutter
- Tim Lagasse : « Jet Set Tutter », oncle de Tutter
- James Kroupa : Benny la chauve-souris, Jérémie Tortue

### Voix françaises
- Renaud Marx : Tibère
- Éric Métayer : Trotteur, Pistache (dialogues)
- Emmanuel Curtil : Trotteur et Pistache (chants)
- Jean-Claude Donda : Pip (dialogues), Doc Hogg
- Thierry Wermuth : Pop (dialogues)
- Georges Costa et Michel Costa : Pip et Pop (chants)
- Marie-Charlotte Leclaire puis Patricia Legrand : Ojo
- Claire Guyot : Ombrette
- Marie Ruggeri : Luna la lune
- Daniel Beretta : Hélios le Soleil, Jérémie Tortue
- Michel Elias : Benny
- Évelyne Grandjean : la grand-mère de Trotteur

Version française dirigée par Sophie Deschaumes (dialogues) et Georges Costa (chants) au studio Dubbing Brothers.

## Épisodes

### Première saison (1997-98)
1. Bienvenue dans la grande Maison bleue
2. Que d'eau !
3. L'Anniversaire de Trotteur
4. Une forme d'ours
5. En pleine forme
6. Savoir partager
7. Si j'avais des ailes
8. Vive l'automne !
9. Courrier surprise
10. Danser toute la journée
11. Un chariot de toutes les couleurs
12. La Terre, la Boue et nous
13. Vive la musique !
14. Tout est lié
15. Une chaude journée d'été
16. Trotteur a de la visite
17. Sieste d'hiver
18. Au travail !
19. Cuisine magique
20. Vive le printemps !
21. Faire pousser une plante
22. Pique-nique
23. Aidons Tibère
24. Mais où est Blanchou ?
25. Écoutez bien !
26. Les Meilleurs Amis du monde

### Deuxième saison (1998)
1. Bébé
2. Les Aventuriers du fromage perdu
3. La Pyjama-partie
4. Trotteur a perdu la voix
5. Les Bons Moments
6. Apprendre, c'est amusant
7. Retour à la nature
8. Vive le sport !
9. Devine qui je suis
10. Pense-bête
11. Erreur, Bêtises et Maladresses
12. Bon anniversaire, Tibère
13. L'Album photo
14. Docteur Groin
15. Un air de renouveau
16. Machines à tout faire
17. À force d'entraînement
18. La Pluie et le Beau Temps
19. Jeu de construction
20. Le Petit Voyage de Trotteur
21. Danse avec moi
22. Une peur bleue
23. Confiance en soi
24. Libellule, Coccinelle et Papillons
25. De l'amour dans l'air
26. Mystère… mystère
27. Le Jour et la Nuit
28. La Visite des grands-parents
29. Comment ça va aujourd'hui ?
30. Les Quilles à la vanille
31. Scientifiques en herbe
32. Les garçons seront toujours des garçons
33. Devinettes et bouts de ficelle
34. Seul dans la Maison bleue
35. Les Merveilles de la nuit
36. Quelle journée
37. Travail d'équipe
38. Raconte-moi
39. Question de pot

### Troisième saison (1999)
1. Jeux entre amis
2. Petites et grandes peurs
3. À la recherche des canards
4. Les Cinq Sens
5. Fantômes et Friandises
6. L'Anniversaire d'Ojo
7. Chacun ses différences
8. La Maison merveilleuse
9. Un, deux, trois
10. Ce qui est à moi est à toi
11. La Caverne de Tibère
12. Un festival de parfums
13. Une journée bien rythmée
14. Une longue attente
15. Au saut du lit
16. Trotteur chez le docteur
17. La Famille Trotteur
18. Benny la chauve-souris
19. Des mots, des mots, des mots
20. L'Ordinateur
21. La Vente de charité
22. Joyeux Thanksgiving
23. Le Club de lecture
24. Au pays des rêves
25. Joyeux Noël (1)
26. Joyeux Noël (2)

### Quatrième saison (2002-2006)
1. La bibliothèque (1)
2. La bibliothèque (2)
3. Chaque chose en son temps
4. Trotteur à l'école
5. La visite de Rocko
6. La petite sœur
7. Devoir d'école
8. Un nouvel ami !
9. Chacun son histoire
10. Qui est ton héros ?
11. Panache l'écureuil
12. En route !
13. Entrez dans la danse
14. Gratitude
15. Quel talent !
16. Joyeux anniversaire grand-mère !
17. Le cinéma de Trotteur
18. Les joies du ménage
19. Faites de la musique !
20. Les bénévoles du Bois Joli
21. Quel courage !
22. Un tour à l’épicerie
23. La première pyjama partie de Trotteur
24. Un drôle d'oiseau
25. Une pluie de soucis
26. Merci Tibère !

## Téléfilm
- Joyeux Noël avec Tibère (L'ensemble du téléfilm avec les parties 1 et 2 était complètement manquant, supprimé, non diffusé et est tous sorti sur Disney+ le 19 octobre 2022.)

## Distinctions
- Daytime Emmy Awards 2000 :
  - Meilleur son : Peter Hefter et John Alberts
  - Meilleure réalisation pour une série jeunesse : Mitchell Kriegman, Richard A. Fernandes andet Dean Gordon
- Daytime Emmy Awards 2003 : Meilleure réalisation pour une série jeunesse (Mitchell Kriegman et Dean Gordon)
- Parent's Choice Gold Award
- Director's Guild Award : Meilleure réalisation pour l'épisode 51 Love Is All You Need

## Produits dérivés
Ubisoft a édité en 2002 un jeu vidéo sur la Game Boy Color inspiré de la série sous licence de la Jim Henson Company.